# Firmado Pérez
Firmado Pérez fue una serie de televisión, emitida por TVE en 1963, con guiones de Alfonso Paso. 

## Argumento
La serie narra, en tono de parodia, las peripecias del aspirante a periodista Pérez. En palabras de su creador, se trataba de una producción cuyo guion era el remedo, la burla, de una especie de juicio de Perry Mason de los más ingeniosos que se han emitido en TVE.

## Reparto
- Agustín González ...Pérez
- Gracita Morales
- José María Tasso
- José María Caffarel